# Ribeirão das Mortes
Der Ribeirão das Mortes ist ein etwa 22 km langer rechter Nebenfluss des Rio Iguaçu im Südosten des brasilianischen Bundesstaats Paraná.

## Etymologie
Das Wort a morte heißt auf Deutsch der Tod. Der Ribeirão das Mortes kann also als Todesbach oder Bach der Tode verstanden werden.

## Geografie

### Lage
Das Einzugsgebiet des Ribeirão das Mortes befindet sich auf dem Primeiro Planalto Paranaense (Erste oder Curitiba-Hochebene von Paraná). Es liegt vollständig innerhalb des Umweltschutzgebiets Área de Proteção Ambiental da Escarpa Devoniana östlich unterhalb dieser Schichtstufe.

### Verlauf
Sein Quellgebiet liegt im Munizip Balsa Nova auf 1.125 m Meereshöhe etwa 10 km nördlich des Hauptorts. Es liegt an der BR-376 / BR-277 bei der Raststätte Posto Quinta, dort wo sich die Autobahn zur Nordumfahrung von Campo Largo teilt.
Der Fluss verläuft in südwestlicher Richtung. Er mündet auf 839 m Höhe von rechts in den Rio Iguaçu. Er ist etwa 22 km lang.

### Munizipien im Einzugsgebiet
Der Ribeirão das Mortes verläuft vollständig innerhalb des Munizips Balsa Nova.